# Martin Damm
Martin Damm (* 1. srpna 1972 Liberec) je bývalý český profesionální tenista.

## Finálová utkání na turnajích Grand Slamu ve čtyřhře (3)

### Vítězství (1)
| Rok  | Turnaj  | Partner      | Soupeři ve finále         | Výsledek       |
| 2006 | US Open | Leander Paes | Jonas Björkman Max Mirnyj | 6–75, 6–4, 6–3 |

### Prohry (2)
| Rok  | Turnaj          | Partner       | Soupeři ve finále    | Výsledek      |
| 1993 | US Open         | Karel Nováček | Ken Flach Rick Leach | 6–7, 6–4, 6–2 |
| 2006 | Australian Open | Leander Paes  | Bob Bryan Mike Bryan | 4–6, 6–3, 6–4 |

## Finálové účasti na turnajích ATP Tour (67)

### Dvouhra – prohra ve finále (5)
| Č. | Datum           | Turnaj                       | Povrch  | Vítěz            | Výsledek    |
| 1. | 28. duben 1996  | Soul, Korejská republika     | tvrdý   | Byron Black      | 6-73 3-6    |
| 2. | 25. srpen 1996  | Long Island, USA             | tvrdý   | Andrej Medveděv  | 5-7 3-6     |
| 3. | 13. říjen 1996  | Peking, Čína                 | koberec | Greg Rusedski    | 6-75 4-6    |
| 4. | 16. březen 1997 | Kodaň, Dánsko                | koberec | Thomas Johansson | 4-6 6-3 2-6 |
| 5. | 21. červen 1998 | 's-Hertogenbosch, Nizozemsko | tráva   | Patrick Rafter   | 6-72 2-6    |

### Čtyřhra – vítězství (40)
| Legenda                                                       |
| Grand Slam (1)                                                |
| Tennis Masters Cup / ATP World Tour Finals (0)                |
| ATP Masters Series / ATP World Tour Masters 1000 (4)          |
| ATP International Series Gold / ATP World Tour 500 Series (8) |
| ATP International Series / ATP World Tour 250 Series (27)     |

| Tituly dle povrchu |
| Tvrdý (21)         |
| Antuka (5)         |
| Tráva (5)          |
| Koberec (9)        |

| Č.  | Datum             | Turnaj                         | Povrch    | Partner           | Soupeři ve finále                    | Výsledek      |
| 1.  | 21. březen 1993   | Zaragoza, Španělsko            | koberec   | Karel Nováček     | Mike Bauer David Rikl                | 2-6 6-4 7-5   |
| 2.  | 2. květen 1993    | Mnichov, Německo               | antuka    | Henrik Holm       | Karel Nováček Carl-Uwe Steeb         | 6-0 3-6 7-5   |
| 3.  | 6. březen 1994    | Kodaň, Dánsko                  | koberec   | Brett Steven      | David Prinosil Udo Riglewski         | 6-3 6-4       |
| 4.  | 3. duben 1994     | Osaka, Japonsko                | tvrdý     | Sandon Stolle     | David Adams Andrej Olchovskij        | 6-4 6-4       |
| 5.  | 16. říjen 1994    | Ostrava, Česko                 | koberec   | Karel Nováček     | Gary Muller Piet Norval              | 6-4 1-6 6-3   |
| 6.  | 5. březen 1995    | Rotterdam, Nizozemsko          | koberec   | Anders Järryd     | Tomas Carbonell Francisco Roig       | 6-3 6-2       |
| 7.  | 26. březen 1995   | Petrohrad, Rusko               | koberec   | Anders Järryd     | Jevgenij Kafelnikov Jakob Hlasek     | 6-4 6-2       |
| 8.  | 13. říjen 1996    | Peking, Čína                   | koberec   | Andrej Olchovskij | Patrik Kühnen Gary Muller            | 6-4 7-5       |
| 9.  | 13. duben 1997    | Salem Open, Hongkong           | tvrdý     | Daniel Vacek      | Karsten Braasch Jeff Tarango         | 6-3 6-4       |
| 10. | 20. duben 1997    | Tokio, Japonsko                | tvrdý     | Daniel Vacek      | Justin Gimelstob Patrick Rafter      | 2-6 6-2 7-6   |
| 11. | 9. listopad 1997  | Moskva, Rusko                  | koberec   | Cyril Suk         | David Adams Fabrice Santoro          | 6-4 6-3       |
| 12. | 8. únor 1998      | Split, Chorvatsko              | koberec   | Jiří Novák        | Fredrik Bergh Patrik Fredriksson     | 7-6 6-2       |
| 13. | 1. březen 1998    | Londýn, Velká Británie         | koberec   | Jim Grabb         | Jevgenij Kafelnikov Daniel Vacek     | 6-4 7-5       |
| 14. | 9. srpen 1998     | Montreal, Kanada               | tvrdý     | Jim Grabb         | Ellis Ferreira Rick Leach            | 6-7 6-2 7-6   |
| 15. | 2. květen 1999    | Praha, Česko                   | antuka    | Radek Štěpánek    | Mark Keil Nicolás Lapentti           | 6-0 6-2       |
| 16. | 5. březen 2000    | Kodaň, Dánsko                  | tvrdý (h) | David Prinosil    | Jonas Björkman Sébastien Lareau      | 6-1 5-7 7-5   |
| 17. | 14. květen 2000   | Řím, Itálie                    | antuka    | Dominik Hrbatý    | Wayne Ferreira Jevgenij Kafelnikov   | 6-4 4-6 6-3   |
| 18. | 25. červen 2000   | 's-Hertogenbosch, Nizozemsko   | tráva     | Cyril Suk         | Paul Haarhuis Sandon Stolle          | 6-4 6-75 7-65 |
| 19. | 19. srpen 2001    | Washington, USA                | tvrdý     | David Prinosil    | Bob Bryan Mike Bryan                 | 7-65 6-3      |
| 20. | 14. říjen 2001    | Vídeň, Rakousko                | tvrdý (h) | Radek Štěpánek    | Jiří Novák David Rikl                | 6-3 6-2       |
| 21. | 10. březen 2002   | Delray Beach, USA              | tvrdý     | Cyril Suk         | David Adams Ben Ellwood              | 6-4 6-75 10-5 |
| 22. | 12. květen 2002   | Řím, Itálie                    | antuka    | Cyril Suk         | Wayne Black Kevin Ullyett            | 7-5 7-5       |
| 23. | 23. červen 2002   | 's-Hertogenbosch, Nizozemsko   | tráva     | Cyril Suk         | Paul Haarhuis Brian MacPhie          | 7-66 6-76 6-4 |
| 24. | 5. leden 2003     | Dauhá, Katar                   | tvrdý     | Cyril Suk         | Mark Knowles Daniel Nestor           | 6-4 7-610     |
| 25. | 22. červen 2003   | 's-Hertogenbosch, Nizozemsko   | tráva     | Cyril Suk         | Donald Johnson Leander Paes          | 7-5 7-64      |
| 26. | 27. červenec 2003 | Kitzbühel, Rakousko            | antuka    | Cyril Suk         | Jürgen Melzer Alexander Peya         | 6-4 6-4       |
| 27. | 11. leden 2004    | Dauhá, Katar                   | tvrdý     | Cyril Suk         | Stefan Koubek Andy Roddick           | 6-2 6-4       |
| 28. | 20. červen 2004   | 's-Hertogenbosch, Holandsko    | tráva     | Cyril Suk         | Lars Burgsmüller Jan Vacek           | 6-3 6-77 6-3  |
| 29. | 17. říjen 2004    | Vídeň, Rakousko                | tvrdý (h) | Cyril Suk         | Gastón Etlis Martin Rodriguez        | 6-74 6-4 7-64 |
| 30. | 13. únor 2005     | Marseille, Francie             | tvrdý     | Radek Štěpánek    | Mark Knowles Daniel Nestor           | 7-64 7-65     |
| 31. | 27. únor 2005     | Dubaj, Spojené arabské emiráty | tvrdý     | Radek Štěpánek    | Jonas Björkman Fabrice Santoro       | 6-2 6-4       |
| 32. | 19. únor 2006     | Marseille, Francie             | tvrdý (h) | Radek Štěpánek    | Mark Knowles Daniel Nestor           | 6-2 6-74 10-3 |
| 33. | 25. červen 2006   | 's-Hertogenbosch, Nizozemsko   | tráva     | Leander Paes      | Arnaud Clément Chris Haggard         | 6-1 7-63      |
| 34. | 10. září 2006     | US Open, USA                   | tvrdý     | Leander Paes      | Jonas Björkman Max Mirnyj            | 6-75 6-4 6-3  |
| 35. | 25. únor 2007     | Rotterdam, Nizozemsko          | tvrdý (h) | Leander Paes      | Andrei Pavel Alexander Waske         | 6-3 6-75 10-7 |
| 36. | 18. březen 2007   | Indian Wells, USA              | tvrdý     | Leander Paes      | Jonathan Erlich Andy Ram             | 6-4 6-4       |
| 37. | 11. únor 2008     | Marseille, Francie             | tvrdý (h) | Pavel Vízner      | Yves Allegro Jeff Coetzee            | 7-60, 7-5     |
| 38. | 17. leden 2009    | Auckland, Nový Zéland          | tvrdý     | Robert Lindstedt  | Scott Lipsky Leander Paes            | 7-5, 6-4      |
| 39. | 8. únor 2009      | Záhřeb, Chorvatsko             | tvrdý (h) | Robert Lindstedt  | Christopher Kas Rogier Wassen        | 6-4, 6-3      |
| 40. | 9. srpen 2009     | Washington, USA                | tvrdý     | Robert Lindstedt  | Mariusz Fyrstenberg Marcin Matkowski | 7-5, 7-63     |

### Čtyřhra - prohry (22)
| Legenda                                                       |
| Grand Slam (2)                                                |
| Tennis Masters Cup / ATP World Tour Finals (0)                |
| ATP Masters Series / ATP World Tour Masters 1000 (3)          |
| ATP International Series Gold / ATP World Tour 500 Series (3) |
| ATP International Series / ATP World Tour 250 Series (14)     |

| Finále dle povrchu |
| Tvrdý (10)         |
| Antuka (3)         |
| Tráva (3)          |
| Koberec (6)        |

| Č.  | Datum           | Turnaj                       | Povrch  | Partner             | Vítězové                         | Výsledek         |
| 1.  | 7. březen 1993  | Kodaň, Dánsko                | koberec | Daniel Vacek        | David Adams Andrej Olchovskij    | 6-3, 3-6, 6-3    |
| 2.  | 12. září 1993   | US Open, USA                 | tvrdý   | Karel Nováček       | Ken Flach Rick Leach             | 6-7, 6-4, 6-2    |
| 3.  | 6. únor 1994    | Marseille, Francie           | koberec | Jevgenij Kafelnikov | Jan Siemerink Daniel Vacek       | 6-7, 6-4, 6-1    |
| 4.  | 20. březen 1994 | Zaragoza, Španělsko          | koberec | Karel Nováček       | Henrik Holm Anders Järryd        | 7-5, 6-2         |
| 5.  | 23. říjen 1994  | Lyon, Francie                | koberec | Patrick Rafter      | Jakob Hlasek Jevgenij Kafelnikov | 6-7, 7-6, 7-6    |
| 6.  | 4. únor 1996    | Záhřeb, Chorvatsko           | koberec | Hendrik Jan Davids  | Menno Oosting Libor Pimek        | 6-3, 7-6         |
| 7.  | 6. říjen 1996   | Singapur, Singapur           | koberec | Andrej Olchovskij   | Todd Woodbridge Mark Woodforde   | 7-6, 7-6         |
| 8.  | 2. duben 2000   | Miami, USA                   | tvrdý   | Dominik Hrbatý      | Todd Woodbridge Mark Woodforde   | 6-3, 6-4         |
| 9.  | 24. červen 2001 | 's-Hertogenbosch, Nizozemsko | tráva   | Cyril Suk           | Paul Haarhuis Sjeng Schalken     | 6-4, 6-4         |
| 10. | 12. srpen 2001  | Cincinnati, USA              | tvrdý   | David Prinosil      | Mahesh Bhupathi Leander Paes     | 7-63, 6-3        |
| 11. | 3. březen 2002  | Acapulco, Mexiko             | antuka  | David Rikl          | Bob Bryan Mike Bryan             | 6-1, 3-6, 10-2   |
| 12. | 15. červen 2003 | Halle, Německo               | tráva   | Cyril Suk           | Jonas Björkman Todd Woodbridge   | 6-3, 6-4         |
| 13. | 24. srpen 2003  | Long Island, USA             | tvrdý   | Cyril Suk           | Robbie Koenig Martin Rodriguez   | 6-3, 7-64        |
| 14. | 29. únor 2004   | Marseille, Francie           | tvrdý   | Cyril Suk           | Mark Knowles Daniel Nestor       | 7-5, 6-3         |
| 15. | 22. květen 2005 | St. Pölten, Rakousko         | antuka  | Mariano Hood        | Lucas Arnold Ker Paul Hanley     | 6-3, 6-4         |
| 16. | 29. leden 2006  | Australian Open, Austrálie   | tvrdý   | Leander Paes        | Bob Bryan Mike Bryan             | 4-6, 6-3, 6-4    |
| 17. | 7. leden 2007   | Dauhá, Katar                 | tvrdý   | Leander Paes        | Michail Južnyj Nenad Zimonjić    | 6-1, 7-63        |
| 18. | 1. duben 2007   | Miami, USA                   | tvrdý   | Leander Paes        | Bob Bryan Mike Bryan             | 6-77, 6-3, 10-7  |
| 19. | 22. červen 2007 | s'Hertogenbosch, Nizozemsko  | tráva   | Leander Paes        | Jeff Coetzee Rogier Wassen       | 3-6, 7-65, 12-10 |
| 20. | 8. březen 2008  | Dubaj, SAE                   | tvrdý   | Pavel Vízner        | Mahesh Bhupathi Mark Knowles     | 7-5, 7-67        |
| 21. | 28. únor 2009   | Dubaj, SAE                   | tvrdý   | Robert Lindstedt    | Rik de Voest Dmitrij Tursunov    | 4-6, 6-3, 10-5   |
| 22. | 10. květen 2009 | Estoril, Portugalsko         | antuka  | Robert Lindstedt    | Eric Butorac Scott Lipsky        | 6-3, 6-2         |

## Davisův pohár
Martin Damm se zúčastnil 7 zápasů v Davisově poháru za tým Česka.
Bilance dvouhra 1-3
Bilance čtyřhra 1-5

## Postavení na žebříčku ATP na konci sezóny

### Dvouhra
| Rok    | 1989 | 1990   | 1991   | 1992  | 1993  | 1994  | 1995  | 1996  | 1997  | 1998  | 1999   | 2000  | 2001   | 2002   |
| Pořadí | 915. | ▲ 323. | ▲ 143. | ▲ 90. | ▲ 77. | ▼ 99. | ▲ 61. | ▲ 50. | ▼ 62. | ▼ 75. | ▼ 116. | ▲ 78. | ▼ 393. | ▼ 560. |

### Čtyřhra
| Rok    | 1989  | 1990   | 1991   | 1992  | 1993  | 1994  | 1995  | 1996  | 1997  | 1998  | 1999  | 2000  | 2001  | 2002  | 2003  | 2004  | 2005  | 2006 | 2007  | 2008  |
| Pořadí | 1010. | ▲ 248. | ▲ 105. | ▲ 95. | ▲ 45. | ▲ 17. | ▼ 65. | ▲ 38. | ▲ 20. | ▼ 22. | ▼ 55. | ▲ 21. | ▼ 36. | ▲ 12. | ▼ 15. | ▼ 17. | ▼ 21. | ▲ 9. | ▼ 12. | ▼ 30. |

## Osobní život
Je ženatý, matka Miroslava, manželka Michaela - 3 děti - 2 synové, Maxmillian Damm nar. v roce 2002, Martin Damm Jr. nar. v roce 2003 a dcera Laura Damm nar. v roce 2007, bratr Roman - 1 dítě - syn Marek Damm nar. v roce 1988